# 黒山駅分岐新潟東港専用線
黒山駅分岐新潟東港専用線（くろやまえきぶんき・にいがたひがしこうせんようせん）は、新潟県新潟市北区の黒山駅から北蒲原郡聖籠町の藤寄駅に至る鉄道路線で、貨物の専用線である。県が保有し、日本貨物鉄道（JR貨物）が運送を行う。通称新潟東港鉄道（にいがたひがしこうてつどう）。

## 概要・歴史
新設された新潟港東港区（新潟東港）の輸送手段として貨物鉄道を敷設するため、1969年（昭和44年）4月、日本国有鉄道（国鉄）、新潟県、新潟市、荷主企業などの共同出資により第三セクターによる貨物専業の鉄道会社「新潟臨海鉄道（にいがたりんかいてつどう）」が設立された。まず1970年（昭和45年）10月に、黒山 - 藤寄間が開通。更に1972年（昭和47年）3月に藤寄 - 太郎代間が開通して全通した。非電化で全線単線。
新潟臨海鉄道は、自社線で太郎代埠頭からの化学薬品などの輸送を行う他、1981年（昭和56年）からは新潟地区の国鉄の貨物取扱駅の構内作業や貨物フロント業務を受託し、東新潟港駅には入換作業のため自社のディーゼル機関車を常駐させていた。また新潟鐵工所が新潟市の大山工場を老朽化と狭隘化に伴い閉鎖し、鉄道車両等の製造プラントを新潟構機工場に移転してからは、新造の電車・ディーゼルカーを工場からトラック輸送した後、藤寄駅北側で鉄道に積み替える作業を行っていた。
しかし、新潟東港の西側に福島潟放水路を設置する計画用地に藤寄 - 太郎代間の線路敷が掛かったこと、周辺企業がトラック輸送への切り替えを行ったこと、更には大口の顧客であった新潟鐵工所が2001年（平成13年）11月27日に会社更生法の適用を受けて経営破綻し、2002年（平成14年）春の段階ではまだ鉄道車両部門の譲渡先が決まっていなかったことなど、貨物鉄道としての経営に将来的な見通しが立たないことを理由に、新潟県、JR貨物などは廃線を決定。同年9月30日限りで鉄道線の営業を終了。新潟臨海鉄道は会社としても同年10月31日をもって解散した。
なお、新潟臨海鉄道は新潟地区のJR貨物各駅の荷役等の構内作業を受託しており、これらの業務は新潟臨海鉄道の廃業後も継続するため、実務を担当していた子会社の新潟臨海通運と孫会社の臨海サービスは、JR貨物のグループ会社となって存続した。新潟臨海通運は、後にジェイアール貨物・新潟ロジスティクスに改称している。
廃線後、同線の鉄道施設は新潟県が引き継ぎ、西ふ頭 - 太郎代間 (1.0km) を廃止した上で現名称に改称し、黒山 - 西ふ頭間で営業を再開。この区間は新潟県の専用線扱いとして運行にあたっている。ただし、藤寄 - 西ふ頭間は当面運行予定がないため国道113号の踏切部分には舗装が施されており、事実上の休止状態にある。新潟鐵工所が経営破綻後、鉄道車両部門を引き継いだ新潟トランシスは現在も、黒山 - 藤寄間を使用して車両輸送を行っている。
また現在休止している藤寄 - 西ふ頭間は終端部が西埠頭1号岸壁に接しており、周辺がコンテナターミナルとなっている立地条件に加え、近年東港のコンテナ取扱量が増加傾向にあり、陸上輸送の効率化が課題となっている。こうした状況に対応するため、新潟県ではコンテナ貨物輸送の効率化を図る目的でコンテナターミナルへの鉄道直接乗り入れの構想実現に向け、2011年（平成23年）10月18日の「新潟県地方港湾審議会」において、新たに当路線の黒山 - 藤寄間を新潟港の港湾計画に追加し、既に港湾計画に含まれている藤寄以北の区間と合わせた全線が、東港の港湾施設の一部として機能することになった。また、同年8月23日には国土交通省に対し日本全国初の「オン・ドック・レール」の実現に向けてのプレゼンテーションを行っている。県では今後、当路線のコンテナ輸送への活用方法を探る他、高架区間の耐震補強などの設備改善についても検討を進める方針である。

### 年表
- 1969年（昭和44年）4月 - 新潟臨海鉄道株式会社設立[1][2]。
- 1970年（昭和45年）10月1日 - 黒山駅 - 藤寄駅間 (2.5km) が開業[1][2]。
- 1972年（昭和47年）3月24日 - 藤寄駅 - 太郎代駅間 (2.9km) 延伸開業[1][2]。
- 2002年（平成14年）
  - 10月1日 - 黒山駅 - 太郎代駅間 (5.4km) 廃止[2]。
  - 10月31日 - 新潟臨海鉄道株式会社解散。
  - 11月21日 - 専用線 黒山駅 - 西ふ頭間 (4.4km) 運輸開始。
- 2024年（令和6年）
  - 5月 - 国土交通省北陸地方整備局が、当線を利用し、新潟港東港地区のコンテナターミナルに発着する国際海上コンテナの国内輸送を道路輸送から鉄道輸送に転換する実証実験事業を実施[7]。東京貨物ターミナル駅から旧藤寄駅までの区間で輸出貨物の20ftコンテナを輸送。
  - 6月 - 国際海上コンテナ鉄道輸送実証実験を輸出入貨物双方に拡大して実施[7]。旧藤寄駅と焼島駅・仙台貨物ターミナル駅・倉賀野駅との間で20ftコンテナを輸送。

## 新潟臨海鉄道の車両
- ディーゼル機関車
  - DD35形：1970年製造時に新潟鉄工所で新製された35t機[1][2]。出力が小さいため、当初から予備機であった。1996年廃車。
  - DD55形：元国鉄DD13形61・71で、61号機は1960年汽車製造製、71号機は1959年日本車輌製造製[2]。1981年に東新潟港駅での入換業務受託を開始する際に導入[1][2]。譲受前は八王子機関区、品川機関区に所属。導入に際しては、旋回窓（運転席側のみ）・スノープラウ取付と塗色変更程度で大きな改造はなく、ほぼそのまま使用された[8]。塗装はDE65形と同一[1][2]。両車とも1灯前照灯、つりあい梁式DT105台車を装備した初期型で[2]、初期型では初の民営鉄道への譲渡車となった（その後1982年に近江鉄道も譲受。他に専用線や公共臨港線の管理者、国鉄駅構内入換受託事業者への譲渡例もある）。自社線での使用はなく、東新潟港駅の入換に専ら使用された。JR貨物が管理する線内で専ら使用され、本線路を走行する区間があることから、1989年以降はJR貨物に車籍編入されていた[2]。1995年（平成7年）に、DE65 3の入線に伴い運用を離脱し、廃車された[2]。
  - DE65形：国鉄DE10形タイプ[1][2]。3両在籍。自社発注車と譲受車がある。
    - 1・2 - 開業時に日本車輌製造、汽車製造で製造された自社発注車[1][2]。塗装は国鉄色をベースに、白帯と台枠、ステップ、手すりを黄帯に変更したものを纏った[1][2]。基本装備は概ねDE11形0番台に準じている。新潟臨海鉄道線の貨物列車は、1970年の開業から1986年11月のダイヤ改正までは新潟操車場との間で自社機関車による直通運転を行っており、この運用に使用され、1986年11月以降は自社線内のみの運用となった[1][2]。2002年の廃止後、2号機は秋田臨海鉄道に譲渡。2011年11月に仙台臨海鉄道に貸し出された際に国鉄色に塗り直され、2017年3月に譲渡された。
    - 3 - 元DE10 1144で、1971年汽車製造製[2]。1995年8月に、東新潟港駅入換用のDD55形の置き換えを目的にJR貨物から譲受して入線[1][2]。入線前は岡山機関区配置だった。転入時にA寒地仕様への改造と塗装変更を行った[2]。DD55形と同様の理由で1996年5月から1999年3月まではJR貨物に車籍編入され、東新潟港駅入換受託終了後の1999年度から新潟臨海鉄道に車籍復帰し自社線に転用された[1][2]。廃止後は解体処分となった。

## 駅一覧
新潟東港鉄道
黒山駅 - 藤寄駅 - 西ふ頭駅（休止中）
旧・新潟臨海鉄道線
黒山駅 - 藤寄駅 - 太郎代駅

## 接続路線
- 黒山駅：JR東日本白新線

## 輸送・収支実績
| 年度 | 貨物輸送数量（トン） | 鉄道業営業収入（千円） | 鉄道業営業費（千円） |
| ---- | -------------------- | ---------------------- | -------------------- |
| 1979 | 279,582              | 266,950                | 256,232              |
| 1980 |                      |                        |                      |
| 1981 |                      |                        |                      |
| 1982 | 301,051              | 311,527                | 279,143              |
| 1983 |                      |                        |                      |
| 1984 | 225,661              | 236,124                | 230,958              |
| 1985 | 192,627              | 213,996                | 214,281              |
| 1986 | 177,805              | 191,945                | 189,943              |
| 1987 | 154,958              | 174,716                | 169,866              |
| 1988 | 127,615              | 136,800                | 161,315              |
| 1989 | 125,907              | 132,721                | 145,749              |
| 1990 | 143,022              | 136,161                | 143,217              |
| 1991 | 138,640              | 167,943                | 143,102              |
| 1992 | 110,294              | 111,776                | 156,696              |
| 1993 | 167,204              | 153,112                | 158,703              |
| 1994 | 183,786              | 170,026                | 167,357              |
| 1995 | 205,018              | 181,447                | 181,166              |
| 1996 | 198,449              | 191,617                | 181,212              |
| 1997 | 186,298              | 187,737                | 186,676              |
| 1998 | 166,897              | 172,884                | 173,384              |
| 1999 | 178,117              | 185,436                | 165,054              |
| 2000 | 161,633              | 175,171                | 155,941              |
| 2001 | 136,848              | 154,269                | 124,935              |
| 2002 |                      |                        |                      |

- 民鉄主要統計『年鑑世界の鉄道』1983年『年鑑日本の鉄道』1985年、1987年-2004年